# Массовое убийство в Хюэ

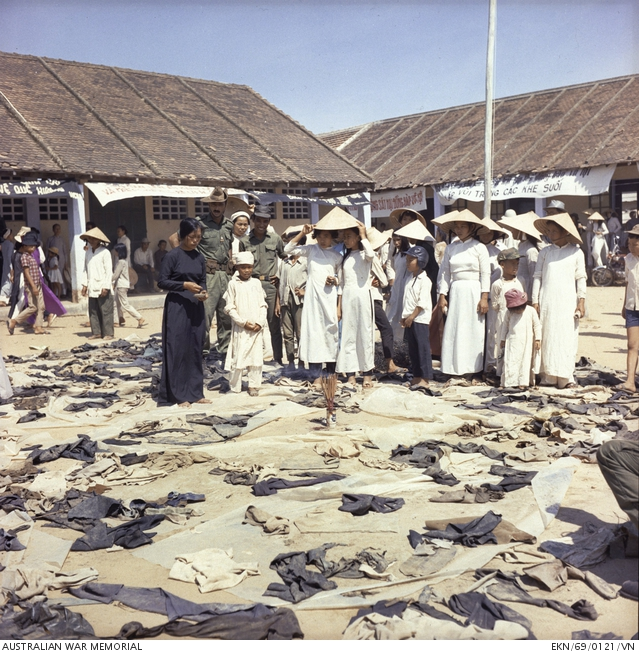
Вьетнамские женщины молятся перед остатками одежды, найденными в массовом захоронении в Хюэ

Массовое убийство в Хюэ — массовое убийство жителей города Хюэ военнослужащими северовьетнамской армии и Национального фронта освобождения Южного Вьетнама в 1968 году во время Вьетнамской войны.

## Предыстория
30—31 января 1968 года в Южном Вьетнаме началось первое широкомасштабное наступление коммунистических сил, известное как Тетское наступление. Одной из важнейших целей наступавших был город Хюэ, имевший большое историческое и психологическое значение (в XIX веке он был столицей страны). На тот момент в городе находились лишь незначительные силы южновьетнамской армии и отсутствовали какие-либо американские боевые подразделения, что упрощало его захват; кроме того, южновьетнамцы не ожидали, что противник атакует в разгар Тет — важнейшего национального вьетнамского праздника, на время которого враждующие стороны традиционно заключали перемирие. На Тет 1968 года НФОЮВ, как обычно, объявил об одностороннем перемирии, однако утром 31 января город подвергся артиллерийскому и миномётному обстрелу, после которого в него вступили два усиленных полка северовьетнамской армии.
К исходу первого дня Тетского наступления Хюэ практически полностью контролировался силами коммунистов, что стало для них значительной пропагандистской победой. Вне их контроля оставались только штаб 1-й пехотной дивизии Южного Вьетнама и база Командования по оказанию военной помощи Вьетнаму, захватить которые так и не удалось. В город начали прибывать подразделения АРВ и американской морской пехоты. В течение следующих двух с половиной недель Хюэ был ареной одного из самых ожесточённых сражений войны.

## Убийства
После перехода Хюэ под контроль временной администрации НФОЮВ в городе начались аресты южновьетнамских чиновников, религиозных деятелей, полицейских, военнослужащих и иностранцев. Аресты осуществлялись по спискам, заранее составленным находившимися в подполье активистами Фронта. Из числа арестованных некоторые расстреливались на месте, другие отправлялись за пределы города до выяснения степени их сотрудничества с правительством Южного Вьетнама. В зависимости от своих должностей и «вины перед народом Вьетнама» они подлежали либо расстрелу, либо перевоспитанию. На пятый день битвы коммунисты увели 398 человек из церкви Фу Кам, заявив, что их «перевоспитают» и вернут, но родственники больше ничего не слышали об этих людях. Их расстреляли или забили до смерти у подножия горного массива Нам Хоа, останки убитых были найдены только в 1969 году.
Администрация НФОЮВ не сумела выполнить свои долговременные планы из-за давления, оказываемого вооружёнными силами США и Южного Вьетнама. В ходе чрезвычайно упорных боёв они постепенно, дом за домом и квартал за кварталом, восстанавливали контроль над городом. Несмотря на отчаянное сопротивление северовьетнамской армии, к концу февраля она удерживала в своих руках лишь отдельные районы Хюэ. В начале марта город был объявлен освобождённым от коммунистических сил. К этому времени американские и южновьетнамские солдаты уже обнаруживали массовые захоронения местных жителей. Такие захоронения обнаруживались ещё долгое время после Тетского наступления, часть из них была за пределами города. Некоторые тела в могилах были связаны или со следами пыток; сообщалось, что некоторые люди предположительно были похоронены заживо.

## Последствия
Точное число жертв резни в Хюэ остаётся неизвестным. Американские и российские авторы (в частности, Гюнтер Леви в книге «Америка во Вьетнаме») ссылаются на трофейный вьетнамский документ, где говорилось, что в Хюэ были уничтожены 2700 чиновников, полицейских и «деспотов». Были захвачены списки казнённых: 1892 чиновника, 38 полицейских, 790 «эксплуататоров». Среди убитых были иностранцы: американский журналист, западногерманский преподаватель с женой, два западногерманских врача.
В двух официальных вьетнамских исследованиях боевых действий в провинции Тхыатхиен признаётся факт массовых убийств, хотя одно из этих исследований («Театр военных действий Читхиен—Хюэ во время победоносной войны Сопротивления против американцев и за спасение нации») утверждает, что убийства осуществлялись местным гражданским населением, которое взяло в руки оружие и принялось уничтожать «реакционеров», «предателей» и «вражеских секретных агентов». Всего в массовых захоронениях в Хюэ и его окрестностях было найдено около 2800 человек.
Резня в Хюэ, несмотря на отдельные попытки южновьетнамского правительства использовать её в военной пропаганде, долгое время оставалась малоизвестным событием Вьетнамской войны. Она до сих пор остаётся плохо изученной темой; небольшое число публикаций о событиях 1968 года появилось в основном в ходе войны либо сразу после её завершения. Примечательно, что по времени эта трагедия почти совпала с массовым убийством мирных жителей в деревне Милаи (община Сонгми), самым известным военным преступлением США в ходе Вьетнамской войны.
Правительство Вьетнама уклончиво признаёт «ошибки» в ходе битвы и решительно отказывается называть это резнёй. Бывший генерал северовьетнамской армии Нгуен Ван Тху, участвовавший в сражении за Хюэ, впоследствии называл совершенные действия нормальными для военного времени и в качестве оправдания ссылался на аресты и убийства противником подозреваемых в сотрудничестве с силами Северного Вьетнама.